# 1937 au théâtre
| Années du théâtre : 1934 - 1935 - 1936 - 1937 - 1938 - 1939 - 1940    |
| Décennies du théâtre : 1900 - 1910 - 1920 - 1930 - 1940 - 1950 - 1960 |

Cet article présente les faits marquants de l'année 1937 au théâtre.

## Pièces de théâtre publiées
Électre, Giraudoux

## Pièces de théâtre représentées
- 16 février : création du Voyageur sans bagage de Jean Anouilh, Théâtre des Mathurins, mise en scène de Georges Pitoëff
- 6 mars : Victoria Regina de Laurence Housman, mise en scène André Brulé, Théâtre de la Madeleine
- 15 mars : Chacun sa vérité de Luigi Pirandello, Comédie-Française
- 13 mai : Électre de Jean Giraudoux, Théâtre de l'Athénée
- 12 juillet : Œdipe roi  de Jean Cocteau, mise en scène de l'auteur, Théâtre Antoine
- 14 octobre :Les Chevaliers de la Table ronde de Jean Cocteau, mise en scène de l'auteur, Théâtre de l'Œuvre à Paris
- 5 novembre : L'Homme qui se donnait la comédie d'Emlyn Williams, mise en scène Pierre Brasseur, avec Pierre Brasseur, Bernard Blier, Théâtre Antoine
- 4 décembre : création de L'Impromptu de Paris de Jean Giraudoux, Théâtre de l'Athénée, mise en scène de Louis Jouvet
- décembre : L'Échange, de Paul Claudel par G. Pitoëff au Théâtre des Mathurins

## Naissances
- 5 juin : Hélène Cixous, écrivaine et dramaturge française.
- 7 juin : Claus Peymann, metteur en scène et réalisateur allemand.
- 4 septembre : Mikk Mikiver, acteur et metteur en scène soviétique, puis estonien († 9 janvier 2006).

## Décès
- 3 novembre : Les Kourbas, metteur en scène soviétique (° 25 février 1887).